# Escritura constreñida
La escritura constreñida es una técnica literaria en la que el escritor está limitado por alguna condición que le prohíbe ciertas cosas o le impone un patrón.
Es muy común en la poesía, la cual normalmente requiere que el autor use alguna forma versal en particular.

## Descripción
La escritura constreñida es común y puede cumplir una gran variedad de propósitos. Por ejemplo, el tipo de texto puede restringir el vocabulario que se use, la lista de vocabulario que se usa para las definiciones en los diccionarios o para enseñar el español como lengua extranjera o a los niños.
En poesía, esta técnica abunda tanto en trabajos convencionales como experimentales. Elementos comunes en la poesía como el ritmo o la métrica suelen ser considerados constrictores. Algunas formas poéticas famosas, como el soneto, la sextina, la villanelle, el limerick o el haiku suelen verse influidos por la métrica, el ritmo, la repetición, la longitud y otras características.
Fuera de lo establecido, y en especial en el vanguardismo, los autores han producido una gran variedad de trabajos influidos por restricciones aún más severas. Es en estos casos cuando el término "escritura constreñida" se suele aplicar más específicamente. Por ejemplo: 
- Lipograma inverso, en el que cada palabra tiene que contener una letra particular.
- Poesía univocal, en la que se utiliza solo una vocal.
- Vocabulario obligatorio, donde el escritor tiene que incluir palabras concretas (por ejemplo, Quadrivial Quandary[2] solicita frases individuales que contengan todas cuatro palabras de una selección diaria)-
- Poesía bilingüe homófona, en la que el poema tenga sentido en dos idiomas diferentes a la vez que forme dos poemas que suenen igual.[3]
- Aliteración o tautograma, en el que cada palabra debe comenzar por la misma letra o conjunto de letras (véase Alphabetical Africa de Walter Abish).
- Lipograma, en el que el uso de una letra, generalmente la "e" o la "o", está prohibido.
- Acróstico, en el que la primera letra de cada palabra, frase o párrafo forma así mismo una palabra o frase.
- Abecedarius, en el que la primera letra de cada palabra, verso o sección sigue el orden del abecedario.
- Palíndromo, una palabra o frase que se puede leer de la misma manera tanto en una dirección como en otra, como la palabra "radar" o la frase "dábale arroz a la zorra el abad".
- Anglish, en el que se prefiere el uso de palabras anglosajonas por sobre aquellas de origen grecolatino.
- Pilish, en el que la longitud de las diferentes palabras coinciden con el número pi.
- Anagrama, en el que las palabras o frases se forman al reordenar las letras de otra.
- Limitaciones de puntuación, como el libro True History of the Kelly Gang de Peter Carey, el cual no presenta ninguna coma.
- Artículo unisilábico, una forma única de literatura china en el que se usan muchos caracteres homófonos. El resultado tiene sentido sobre el papel pero se vuelve confuso cuando se escucha sin ver los caracteres.
- Chaterismo, en el cual la longitud de las palabras en una frase aumenta o decrece siguiendo una secuencia numérica.
- Aleatoricismo, en el cual el lector provee una entrada aleatoria.
- Erasure, en el cual se borran palabras de un texto ya existente y se presenta el resultado final como un poema.

El grupo Oulipo es una agrupación de autores que usa técnicas como las anteriores. Su contraparte teatral es el Outrapo que usa constreñimientos teatrales.
Existen algunas formas de escritura que están limitadas por su longitud, como por ejemplo:
- Memorias de seis palabras: 6 palabras
- Haiku: alrededor de tres 3 líneas (5–7–5 sílabas o 2–3–2 golpes recomendados.)
- Minisaga: 50 palabras, +15 para el título
- Drabble: 100 palabras
- Twiction: una forma de microficción en la que una historia o poema es de 140 caracteres exactos.
- Sijo: Tres líneas de 14–16 sílabas aproximadamente, para un total de 44–46: tema (3,4,4,4); desarrollo (3,4,4,4); contratema (3,5) y conclusión (4,3).

## Ejemplos
- Gadsby de Ernest Vincent Wright (1939) es una novela en inglés que consta de 50,000 palabras, ninguna de las cuales contiene la letra "e".
- En 1969, el escritor francés Georges Perec publicó La Disparition (El secuestro), una novela que no incluye la letra "e". Fue traducida al inglés en 1995 por Gilbert Adair. Perec posteriormente declaró en broma que añadió todas las "e"s que no aparecen en esa novela a su siguiente obra, Les Revenentes (1972), la cual solo contiene esa letra. Fue traducida al inglés por Ian Monk como The Exeter Text: Jewels, Secrets, Sex (El texto de Exeter: Joyas, secretos, sexo).
- Perec también escribió La vida instrucciones de uso empleando el método de construcción del problema del caballo. La historia transcurre en un bloque de apartamentos ficticio de París. Perec describe que este edificio tiene una tamaño de una cuadrícula de 10x10: 10 pisos, incluidos los sótanos y áticos y 10 habitaciones y dos cuadrados para las escaleras. A cada habitación le asigna un capítulo y el orden de estos viene dado por los movimientos del caballo sobre la cuadrícula.
- Muchos de los salmos son abecedáricos y siguen el orden del alfabeto hebreo
- El 2004 la novela francesa Le Train de Nulle Part (El tren desde ninguna parte) de Michel Thaler fue escrita sin usar ningún verbo.[5]
- Let Me Tell You (Déjame decirte) (2008) es una novela escrita por el autor galés Paul Griffiths y utiliza solo las palabras asignadas a Ofelia en Hamlet.
- Eunoia, del poeta canadiense experimental Christian Bök, es una obra univocal que solo emplea solo una vocal en sus cinco capítulos (uno para cada letra).
- Una obra famosa que hace uso de la escritura constreñida en la lengua china es El poeta come-leones en la guarida de piedra, la cual consta de 92 capítulos, todos con el sonido shi.
- Otra obra famosa es el Clásico de mil caracteres en la cual no se repite ninguno de los mil caracteres que aparecen.
- Cadaeic Cadenza es una historia corta del matemático estadounidense Mike Keith que utiliza los primeros 3835 dígitos del número pi para determinar la longitud de palabras. Not A Wake (No un despertar) hace lo mismo pero con los 10.000 primeros dígitos.
- Never Again (Nunca más) es una novela de Doug Nufer en qué las palabras solo se emplean una sola vez.
- Ella Minnow Pea es un libro escrito por Mark Dunn en el que algunas palabras se vuelven inservibles a medida que avanza la novela.
- África alfabética es un libro de Walter Abish en el que el primer capítulo solo utiliza palabras que empiecen por la letra "a", el segundo capítulo añade la "b", el tercero la "c" y así sucesivamente. Una vez se ha completado el abecedario, Abish comienza a quitar letras en sentido inverso hasta terminar el último capítulo solo con palabras que comienzan con la "a".
- Mary Godolphin escribió algunas versiones de Robinson Crusoe, Fábulas de Esopo, El Robinson suizo y otras novelas usando solo palabras monosilábicas.
- Theodor Geisel, también conocido como Dr. Seuss, escribió una de sus novelas más conocidas, Huevos verdes con jamón, utilizando solo 50 palabras diferentes de una apuesta de 50 dólares con Bennett Cerf.[6]
- The Gates of Paradise (Las puertas del Paraíso) es un libro del autor Jerzy Andrzejewski que consta solo de dos frases, una de las cuales es extremadamente larga.
- Zero Degree (Cero grados) es una novela lipogramática postmoderna escrita en 1998 por el autor tamil Charu Nivedita, posteriormente traducida del malabar al inglés. Las palabras "oru" y "ondru" (sus equivalentes en español vendrían a ser "un" y "uno") no son mencionadas en toda la obra excepto en un capítulo. Fiel al tema numerológico, los únicos números expresados son múltiplos de nueve, excepto en dos capítulos. Esto excluye el número uno. Muchas partes de esta novela están escritas sin usar puntuación o empleando solo puntos.
- En el libro The Gun Is Not Polite (La pistola no es educada) el autor Jonathan Ruffian reorganiza las frases que contienen la palabra "gun" (pistola) y las transforma en microficción.
- El músico, compositor, comediante y escritor uruguayo Leo Maslíah  escribió su novela Líneas (1999) únicamente con párrafos que comprenden una única frase.
- La novela rusa Gorm, hijo de Hardecnut (Горм, сын Хёрдакнута), sobre Gorm el Viejo, de Peter Vorobieff fue escrito si usar ningún préstamo del inglés, francés, latín o alemán. Tampoco se usan palabras comunes como "humano", "por favor" y "gracias".[7]
- Entre algunos ejemplos de erasure se incluye: A Humument de Tom Phillips (1970); A Little White Shadow (Una pequeña sombra blanca) de Mary Ruefle (2006), una reinterpretación de una novela victoriana del mismo nombre de Emily Malbone Morgan; The ms of my kin de Janet Holmes (2009), una reinterpretación de la poesía de Emily Dickinson;Of Lamb (De Lamb), de Matthea Harvey (2011), basada en la biografía de Charles Lamb; TODAS las CLASES DE ALL KINDS OF FUR, (Todos los tipos de piel), de Margaret Yocom, una historia controversial sobre los Hermanos Grimm (2018), entre otros.
- Darkling de Anna Rabinowitz (2001), una novela acróstica sobre el Holocausto.
- Varias obras épicas del poeta Upendra Bhanja (Satisha Bilasa, Kala Kautuka, Baidehisha Bilasha), las cuales comienzan todas sus frases con la misma sílaba.